# 曲江海洋世界
曲江海洋世界（今曲江海洋极地公园）是位于西安市曲江新区的国家AAAA级景区。

## 概述
曲江海洋极地公园的前身是曲江海洋世界。自2013年2月5日极地馆建成后，与海洋馆及黄金海岸商业街合称为曲江海洋极地公园，总占地70亩。

## 项目构成
海洋馆总建筑面积18600平方米，开业于2005年2月5日。该海洋馆养殖的淡水及海水生物共30余种，生物数量达到12,000余尾。在海洋馆，可观赏到美人鱼、海豚、海狮表演、人鲨共舞及潜水等海洋文化表演。
2013年2月5日，极地馆开业。极地馆通过水上和水下两部分，多角度、全方位立体展示北极熊、企鹅、白鲸、花鲸、海豹、海象、海牛等10余种极地观动物。
另外，曲江海洋极地公园还包含黄金海岸商业街，提供餐饮、海洋礼品零售、互动娱乐项目等服务设施。

## 景点
海洋馆和极地馆分别有多个游览体验项目。

### 海洋馆
科普区、热带雨林馆、海洋科普教育中心、快乐鱼部落、海洋剧场、海底隧道、海底大观园、海兽表演馆等。

### 极地馆
极地科普体验区、海象冰山、企鹅极地岛、北极熊眺望台、白鲸歌剧院、全景360°隧道、欢乐表演场、白鲸亲子益智体验区、海豚亲子益智体验区、北极狼风雪山洞、海牛海湾、海兽嬉戏地、极地小厨、极地探险号等。